# Santhakra
Santhakra (en népalais : सान्थाक्रा) est un comité de développement villageois du Népal situé dans le district de Taplejung. Au recensement de 2011, il comptait 2 594 habitants.